# اوتازو، کاگاوا
اوتازو، کاگاوا (به لاتین: Utazu, Kagawa) یک منطقهٔ مسکونی در ژاپن است که در استان کاگاوا واقع شده‌است. اوتازو ۱۸٬۴۴۸ نفر جمعیت دارد.